# Samantha Roberts
Samantha Roberts (sinh ngày 21 tháng 4 năm 2000) là một vận động viên bơi lội Antiguan. Cô đã tham gia cuộc thi tự do 50 mét nữ tại Thế vận hội Mùa hè 2016, nơi cô đứng thứ 57 với thời gian 27,95 giây. Cô không tiến vào bán kết. Cô là thành viên trẻ nhất của đội Olympic 2016 của Antigua và Barbuda.